# Panelárna
Panelárna je specializovaný závod zabývající se výrobou prefabrikovaných betonových panelů pro výstavbu panelových domů.

## Historie
Poprvé byly prefabrikované betonové produkty používány již starověkými Římany při stavbě akvaduktů.
První domy z betonových panelů byly vyvinuty ve Velké Británii okolo roku 1905. Zdroj neuvádí, zda byly panely vyráběny na místě nebo ve specializovaném závodu – panelárně. Proces výstavby z prefabrikovaných panelů vynalezl městský inženýr John Alexander Brodie. V roce 1906 následovalo tramvajové depo ve Waltonu v Liverpoolu. V Británii se tato myšlenka příliš neujala. Skutečný rozvoj výstavby panelových domů a výroby panelů tak nastal až po druhé světové válce v centrálně řízených státech socialistického bloku a také v programu výstavby dostupných bytů Million ve Skandinávii.
V USA se betonové prefabrikáty vyvinuly jako dvě dílčí odvětví, z nichž každé je zastoupeno významnou asociací. Odvětví prefabrikovaných betonových konstrukcí, reprezentované především organizací Precast/Prestressed Concrete Institute (PCI), se zaměřuje na prefabrikované betonové konstrukce používané v nadzemních stavbách, jako jsou budovy, parkovací domy a mosty, zatímco odvětví prefabrikovaných betonových výrobků vyrábí užitkové, podzemní a další výrobky a je reprezentováno především organizací National Precast Concrete Association (NPCA).
V Austrálii využívaly prefabrikované betonové konstrukce ve velké míře vládní železnice Nového Jižního Walesu (The New South Wales Government Railways) pro svá nádraží a podobné stavby. V letech 1917 až 1932 bylo postaveno 145 takových budov.

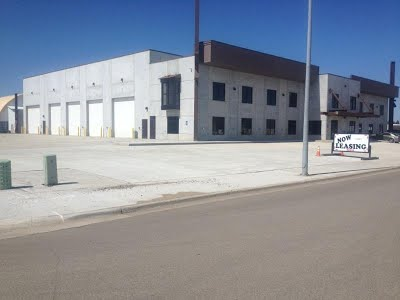
Jim Bridger Building, příklad kompletně prefabrikované moderní budovy

Kromě obkladových panelů a konstrukčních prvků lze z betonových prefabrikátů sestavit celé budovy. Montáž prefabrikátů umožňuje rychlé dokončení komerčních obchodů a kanceláří s minimem práce. Například budova Jim Bridger Building ve Willistonu v Severní Dakotě byla prefabrikována v Minnesotě s předinstalovanými vzduchovými, elektrickými, vodovodními a optickými inženýrskými sítěmi ve stavebních panelech. Panely byly přepraveny více než 800 mil na ropná pole Bakken a komerční budovu smontovali tři pracovníci v minimálním čase. V budově se nachází více než 40 000 čtverečních stop obchodů a kanceláří. Prakticky celá budova byla vyrobena v Minnesotě.

### V Československu
Jako první rozsáhlejší výstavby panelových domů v Československu se zmiňují počátkem 50. let 20. století stavby ve Zlíně (tehdy Gottwaldově) a v Praze Na zelené lišce. Panelárna pro tyto domy sídlila v Toušeni.

## Panelárny v Československu a České republice

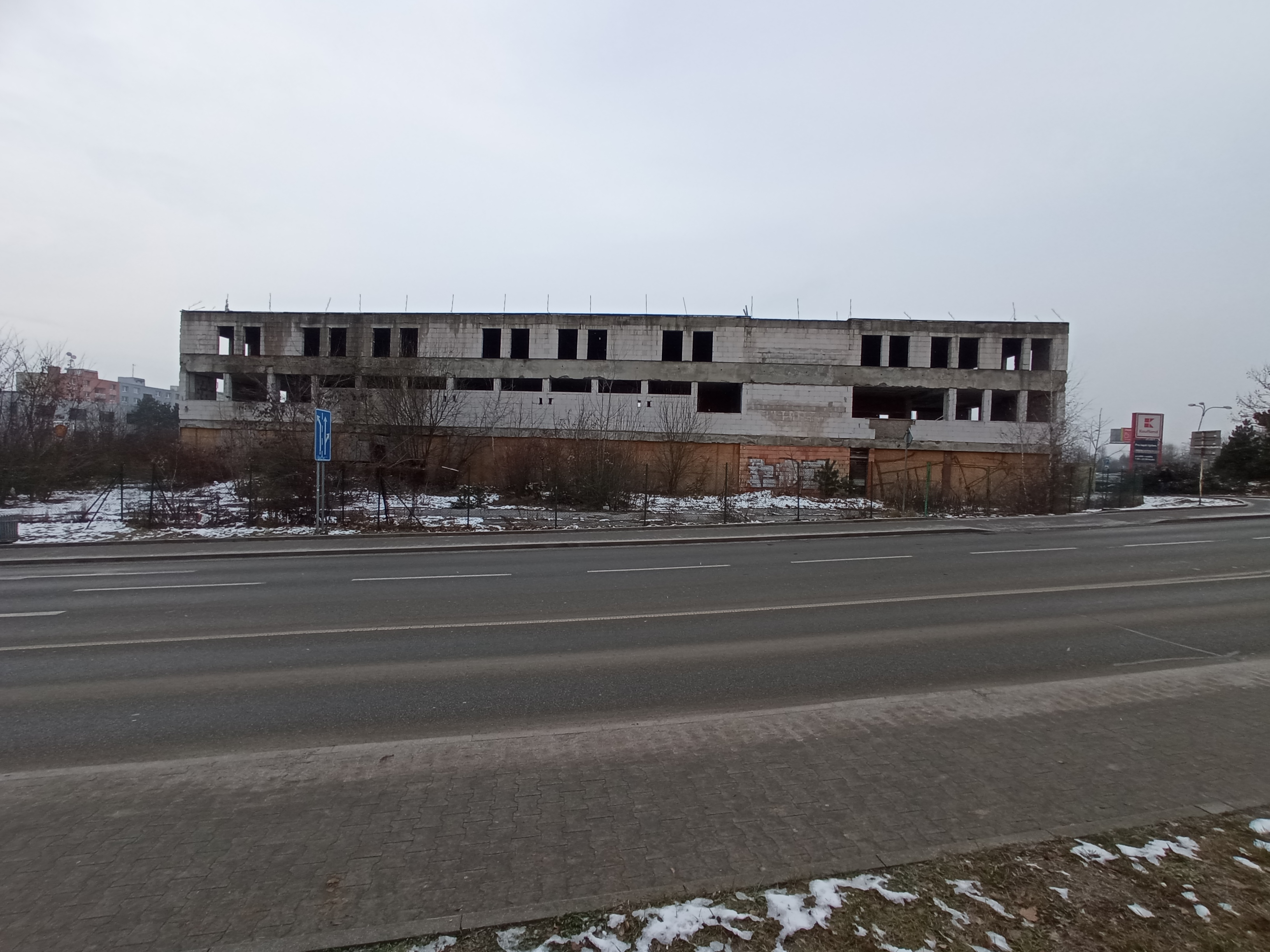
Přestavěné torzo bývalé administrativní budovy panelárny v Bohunicích

V Československu se nacházelo, vzhledem k významnému rozvoji panelové zástavby, několik významných paneláren (Otovice, Most, Karviná, Plačice atd.). Mnoho paneláren vzniklo v 70. letech, tedy v období největšího rozkvětu výstavby panelových budov. Panelárny byly závody s mnoha stovkami zaměstnanců a roční produkcí tisíců panelů. Panelárny vyžadovaly také rozsáhlou infrastrukturu (např. vlečky), stejně jako jiné závody těžkého průmyslu.

## Současný stav
V současné době[kdy?] je mnoho z těchto továren opuštěných,[zdroj?] protože již po panelech není poptávka.[zdroj?] Řada[zdroj?] paneláren byla znovu zastavěna jako brownfieldy. Přesto stále některé panelárny fungují (například panelárna Štětí), ovšem zaměřují se již na výrobu celé řady betonových výrobků, nikoli pouze panelů.